# I Honggi
I Honggi (hangul: 이홍기, handzsa: 李洪基, RR: Lee Hong-gi; 1990. március 2.–) dél-koreai énekes, dalszerző, színész és televíziós műsorvezető. Pályafutását gyerekszínészként kezdte, majd 17 évesen az F.T. Island együttes énekese lett. 2009-ben tért vissza a színészethez, az Ázsia-szerte népszerű You’re Beautiful című sorozatban alakította egy együttes dobosát. 2014-ben a Pegnjoni sinbu című sorozatban kapta első koreai főszerepét. 2012-ben száz K-pop-idol szavazata alapján az ötödik legjobb idolénekesnek választották.

## Pályafutása
12 évesen gyerekszínészként debütált a Magic Kid Masuri című szitkomban a címszereplő barátjaként. 2004-ben a Kkangszuni (Kkangsuni) (깡순이) című sorozatban játszott. Itt felénekelt egy betétdalt is, ami végül arra ösztönözte, hogy az énekesi karrierjét is elindítsa.
2007-ben debütált énekesként az F.T. Island hangszeres idolegyüttesben.
2008-ban az SBS Kajo Tedzson (Gayo Daejeon) (SBS가요대전) díjkiosztó előtt I (Lee) magas lázzal küzdött, az együttes előzőleg három koncertet adott egyhuzamban és Hongginak a kimerültségtől a díjkiosztó alatti fellépésen elment a hangja. Másnap kórházba szállították.
2009-ben öt év kihagyás után tért vissza a képernyőre színészként a You’re Beautiful című sorozatban, ahol egy együttes bolondos, vidám dobosát alakította. A sorozathoz két betétdalt is felénekelt, Still és Promise címmel. Ugyanebben az évben a Szentivánéji álom musicalváltozatában alakította Lysandert.
2011-ben a Muscle Girl! című japán televíziós sorozatban szerepelt Icsikava Jui partnereként, majd a japán-koreai koprodukcióban készült Noriko Goes to Seoul című filmben játszott.
2013-ban megkapta első moziszerepét a Ttugoun annjong című filmben, amelyben egy közmunkára ítélt rebellis rocksztárt alakított. Decemberben megkezdte a Pegnjoni sinbu című sorozat forgatását, azonban fel kellett függesztenie egy időre, mert megsérült a forgatáson, kificamította a vállát. 2014 januárjában folytatta a forgatást, a sorozatot februárban műsorra is tűzték.
2014 augusztusában Dracula grófot alakította a Vampire című musicalben Japánban. Októbertől decemberig a Modern Farmer című televíziós vígjáték-sorozatot forgatta. Ugyanebben az évben kisebb szerepet vállalt a Hogyan lopjunk kutyát? című mozifilmben, ahol egy pizzafutárt alakított.

## Magánélete

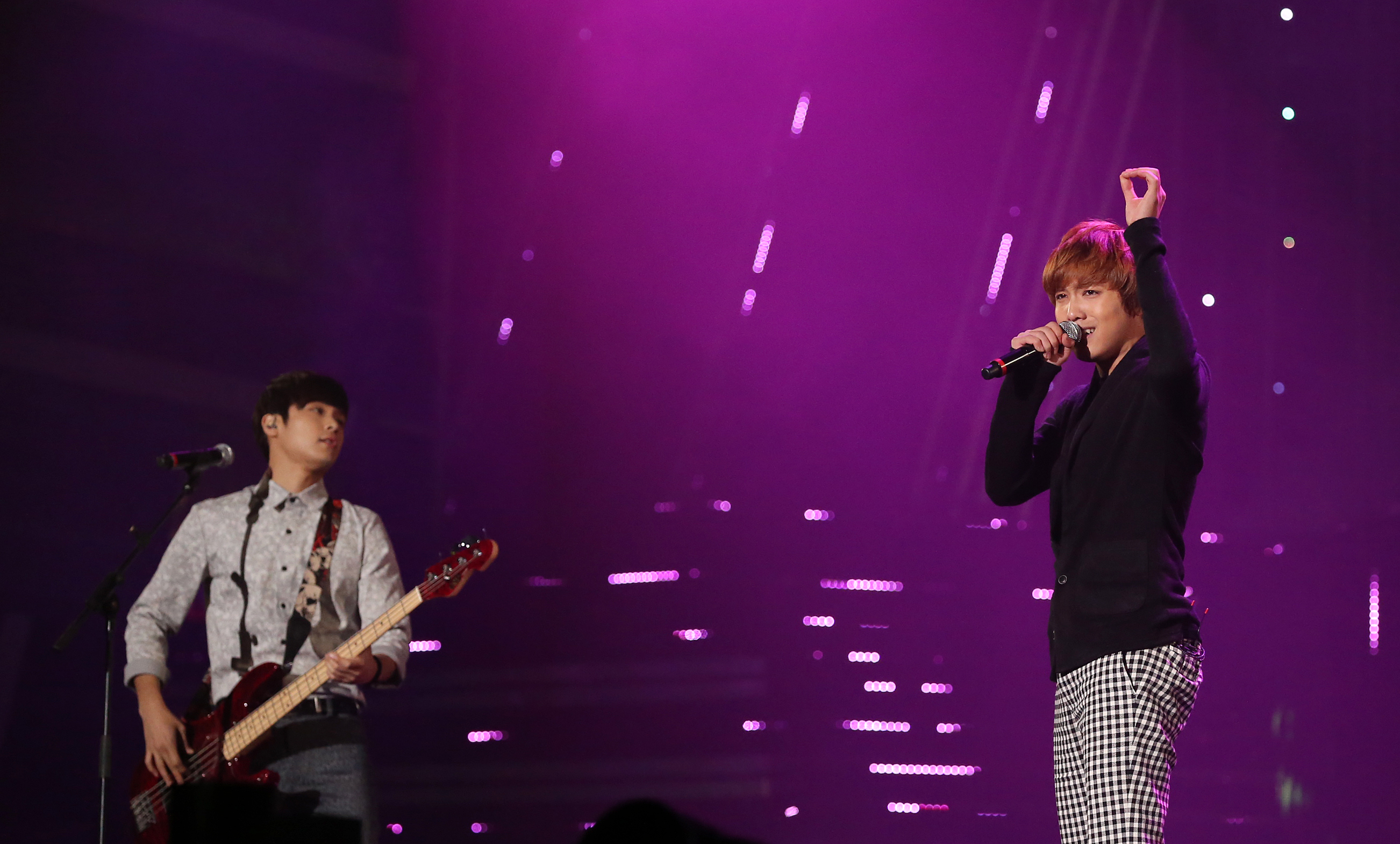
I Honggi (jobbra) 2012-ben együttesével

Saját bevallása szerint rossz gyerek volt, aki gyakran verekedett, került bajba az iskolában.
Hobbija a zenehallgatás, a labdarúgás és a főzés. Közismerten nagy rajongója a körömdíszítésnek, évente 45 000 dollárnak megfelelő összeget költ manikűrre, körömlakkra és különféle körömdíszítő kiegészítőkre; könyvet is írt a témában.
A Kjonghi (Gyeonghi) Egyetem hallgatója film- és színházművészet szakon.

## Diszkográfia

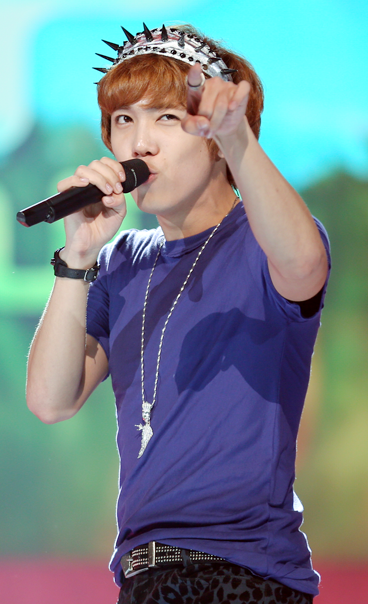
Honggi 2012-ben

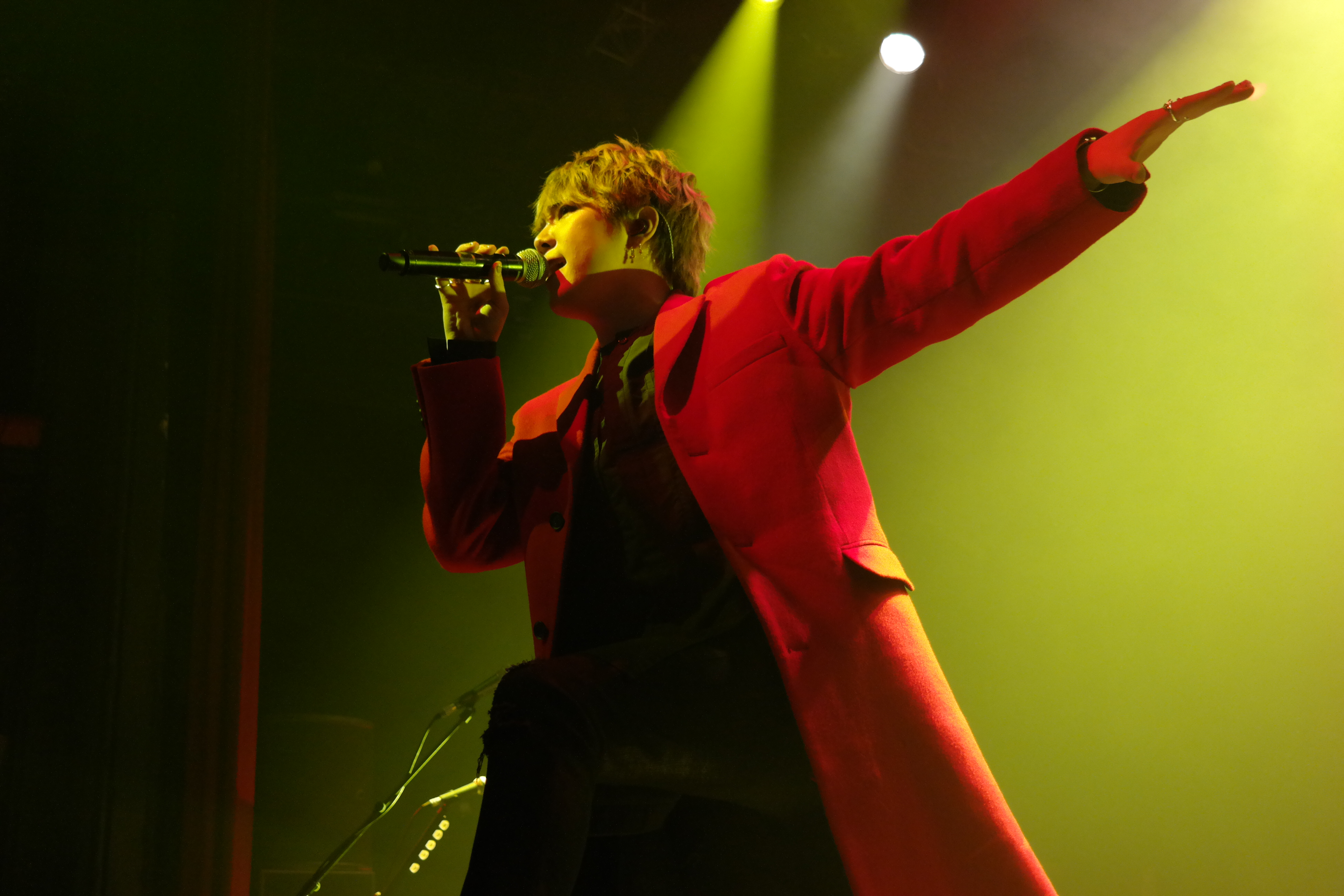
Honggi 2015-ben Párizsban

### Stúdióalbumok
- 2015: AM302 (japán)

### Középlemezek
- 2015: FM302 (koreai)

### Filmzene
- 2004 Kangszuni (Kangsooni) OST
- 2007 Unstoppable Marriage OST
  - Lately I
- 2009 You’re Beautiful OST
  - Still
  - Promise
- 2013 The Heirs OST
  - I'm saying
- 2014 Pegnjoni sinbu OST
  - Words I Have Yet To Say
- 2014 Modern Farmer OST
  - When Love Comes 
  - Do Or Die

### Dalszerzőként
| Album            | Dal                      |
| ---------------- | ------------------------ |
| Rated-FT         | Black Chocolate          |
| Rated-FT         | Orange Sky               |
| Thanks to        | Memory                   |
| Thanks to        | Always With You          |
| The Mood         | Siren                    |
| Uncharted Future | Born To Be Rock’N Roller |
| New Page         | On My Way                |
| I Will           | Intro                    |
| I Will           | Pray                     |
| I Will           | BPM69                    |
| I Will           | Do You Know Why?         |
| I Will           | To The Light             |
| I Will           | Light                    |

## Filmográfia

### Televízió
| Év   | Cím                                        | Szerep                                              | NetCsatorna |
| ---- | ------------------------------------------ | --------------------------------------------------- | ----------- |
| 2002 | TV Original Fairytale: Bicycle Thief       |                                                     | EBS         |
| 2002 | Magic Kid Masuri                           | Masuri's barátja                                    | KBS2        |
| 2004 | There's Light at the Tip of My Fingernails |                                                     | EBS         |
| 2004 | Kkangszuni (Kkangsooni)                    | O Szubong (Eo Soo-bong)                             | EBS         |
| 2004 | Freezing Point                             | Hvanji (Hwan-yi)                                    | MBC         |
| 2005 | Flower Butterfly and Sunflower             |                                                     | EBS         |
| 2005 | Winter Child                               |                                                     | EBS         |
| 2008 | Unstoppable Marriage                       | Szabek (Sa-baek) barátja (cameo, 62. rész)          | KBS2        |
| 2008 | On Air                                     | önmaga (cameo, E1. rész)                            | SBS         |
| 2009 | Style                                      | önmaga (cameo, 6. rész)                             | SBS         |
| 2009 | You’re Beautiful                           | Jeremy                                              | SBS         |
| 2010 | More Charming By the Day                   | kifutófiú (cameo, 111. rész)                        | MBC         |
| 2010 | My Girlfriend Is a Nine-Tailed Fox         | Jeremy (cameo, 16. rész)                            | SBS         |
| 2011 | Muscle Girl!                               | Ju Dzsiho (Yoo Ji-ho)                               | TBS         |
| 2011 | Noriko Goes to Seoul                       | Kim Min-ha                                          | KBS2        |
| 2013 | Cshongdam-tong 111                         | önmaga                                              | tvN         |
| 2014 | Pegnjoni sinbu                             | Cshö Kangdzsu (Choi Kang-joo)                       | TV Chosun   |
| 2014 | Modern Farmer                              | I Minggi (Lee Min-ki)                               | SBS         |
| 2017 | Hvajugi                                    | P.K / Cso Phalgje (P.K / 저팔계, P.K / Jeo Pal-gye) | tvN         |

### Film
| Év   | Cím                    | Szerep              |
| ---- | ---------------------- | ------------------- |
| 2013 | Ttugoun annjong        | Cshungi (Choong-ui) |
| 2014 | Hogyan lopjunk kutyát? | Szokku (Seok-gu)    |

### Varietéműsor
| Év   | Cím                           | Csatorna | Megjegyzés            |
| ---- | ----------------------------- | -------- | --------------------- |
| 2008 | Family Outing                 | SBS      | 13. & 14. rész        |
| 2008 | Happy Shares Company          | SBS      |                       |
| 2008 | Good Daddy                    | SBS      |                       |
| 2009 | Inkigayo                      | SBS      |                       |
| 2009 | Mnet Scandal Idol Show        | Mnet     |                       |
| 2010 | 100 Points Out of 100         | KBS2     | állandó szereplő      |
| 2010 | Running Man                   | SBS      | 9. rész               |
| 2010 | Let's Go Dream Team! Season 2 | KBS2     | 15., 20., & 104. rész |
| 2011 | Immortal Song 2               | KBS2     |                       |
| 2011 | Quiz to Change the World      | MBC      | 109. rész             |
| 2013 | We Got Married Global Edition | MBC      | Fudzsii Minával       |
| 2013 | Cshongdam-tong 111            | tvN      | önmaga                |
| 2014 | Sleeping with the Boss        | JTBC     | 6 & 7. rész, önmaga   |

## Musical
| Év   | Cím               | Szerep   |
| ---- | ----------------- | -------- |
| 2009 | Szentivánéji álom | Lysander |
| 2014 | Vampire           | Dracula  |

## Könyv
| Év   | Cím                   |
| ---- | --------------------- |
| 2013 | Lee Hongki's Nail Art |
| 2014 | Hongstargram          |

## Díjak és elismerések
| Év   | Díj                                         | Kategória                 | Jelölés          |
| ---- | ------------------------------------------- | ------------------------- | ---------------- |
| 2009 | 17. Korean Culture and Entertainment Awards | Top 10 Énekes             |                  |
| 2009 | SBS Drama Awards                            | Új sztár                  | You’re Beautiful |
| 2010 | 16. Korean Entertainment Arts Awards        | Legjobb férfi énekes      |                  |
| 2013 | 27. Golden Disk Awards                      | InStyle Fashionista Award |                  |